# Mark Anej Lukan
Márk Anêj Lukán (latinsko Marcus Annaeus Lucanus), rimski pesnik, 3. november 39, Kordova, † 30. april 65, Rim.
Mark Anej Lukan se je rodil v Kordovi v Hispaniji. Kljub kratkemu življenju velja za najbolj izjemnega literata latinske srebrne dobe. Bil je sin Aneja Mele (vnuk Seneke starejšega), vzgajal pa ga je njegov stric Seneka mlajši, dramatik in stoiški filozof. Študiral je govorništvo v Atenah.
1. ↑  Nacionalna zbirka normativnih podatkov Češke republike